# Luigi
 For alternative betydninger, se Luigi (flertydig). (Se også artikler, som begynder med Luigi)
Luigi (ルイージ Rui-ji) er en spilkarakter skabt af den japanske spildesigner Shigeru Miyamoto. Han er Nintendos officielle maskot Marios yngre bror og har medvirket i flere spil i Mario serien. Charles Martinet lægger stemme til både Luigi, Mario og flere andre figurer i serien.
På grund af at han og Mario ofte omtales som "Mario-brødrene" ("Mario Brothers"), mener nogle at hans fulde navn er "Luigi Mario," og dette er tilfældet i visse ikke-spil ressourcer (tegneserier og Super Mario Bros. filmen). Den amerikanske afdeling af Nintendo har dog i 1980'erne udtalt at Mario og Luigi ikke har efternavne. Man har dog også, i en periode på Nintendos officielle danske hjemmeside, kunne læse at de begge hedder Mario til efternavn.
Selvom han oprindeligt var identisk med Mario bortset fra grønt tøj i stedet for rødt, har Luigi siden udviklet sin egen personlighed og stil. Efterhånden som teknologien blev forbedret udviklede Luigi sig til også fysisk at adskille sig fra sin bror. Luigis navn blev inspireret af et pizzeria nær det amerikanske Nintendos hovedkvarter i Redmond, Washington, kaldet "Mario & Luigi's". Hans navn kan også være et ordspil på det japanske ord ruiji (??, ruiji?), som betyder "parallel", og hentyder til at hans sprite var den samme som Marios i de tidlige spil.

Siden sin debut i arkadespillet Mario Bros., har Luigi optrådt i mange spil i Mario-serien, for det meste med Mario i hovedrollen. Men Luigi har også selv været hovedpersonen i spillet Mario Is Missing! men er nu bedre kendt for at være hovedpersonen i Luigi's Mansion spilserien. (Luigi's mansion, Luigi's mansion 2/Dark moon, Luigi's mansion 3) Luigi's mansion spilserien gjorde også en stor udvikling i Luigis personlighed, fra en næsten blank personlighed til den elskelige bangebuks vi kender ham som i dag. I Luigis mansion 2 eller Dark moon fik Luigi også et kæledyr, en lille spøgelseshund kaldet Polterpup som blev senere set i Luigi's mansion 3.
Luigi er også anderledes fra sin bror ved at han i nogle spil hopper højere end Mario, men så har han typisk også svære ved at komme til et stop efter at løbe fordi han glider mere, de her ting kan blive set i spil som Super Mario bros 2 and the New super Luigi U DLC for New super Mario bros U. Luigi kan også blive spillet i Super Mario 64 remake på Nintendo DS Super Mario 64 DS hvor man kan spille som Luigi efter at du vinder over King Boo i en hemmelig bane i Big boo's haunt, Luigi spilles mere eller mindre som han gør i spil som Super Mario bros 2, men han kan også løbe på vand i nogle få sekunder med nok tilløb. I New Super Mario bros på Nintendo DS efter at man klarer spillet, får man en "snydekode" til at spille som Luigi, men man kan bare gøre det fra starten uden at klare spillet. Men i de fleste af de spil, hvor man kan spille flere spillere sammen, er det Luigi der står til rollen som den sekundære figur.
Luigi er italiener, som sin bror Mario.